# Coccinia gabonensis
Coccinia gabonensis är en gurkväxtart som beskrevs av Keraudr.. Coccinia gabonensis ingår i släktet Coccinia, och familjen gurkväxter. Inga underarter finns listade i Catalogue of Life.